# 灣仔洪聖廟

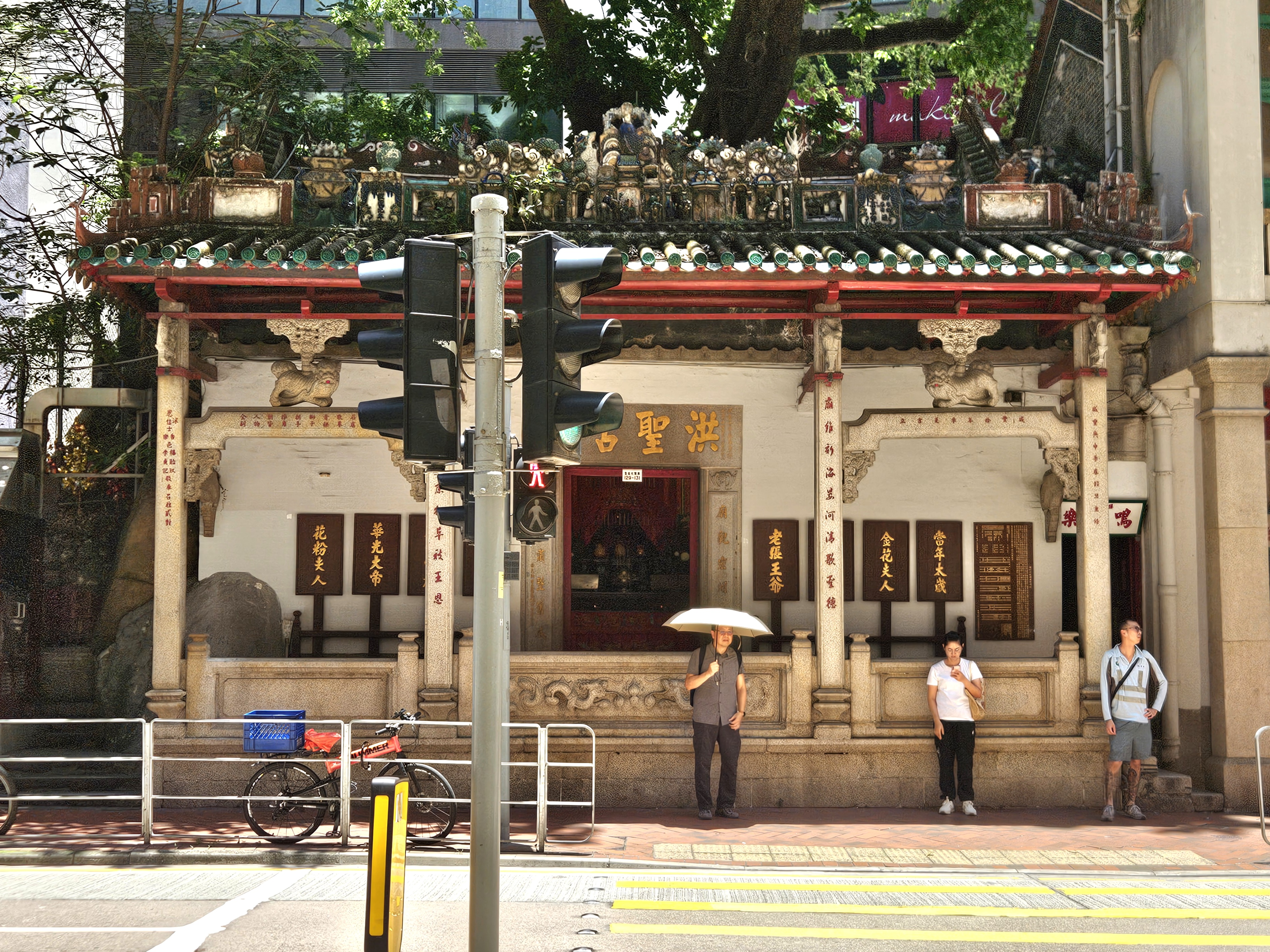
灣仔洪聖古廟

灣仔洪聖廟是香港一座洪聖廟，位於灣仔皇后大道東，現為香港一級歷史建築。洪聖廟面對大王東街及大王西街，大王即洪聖大王。1971年華人廟宇委員會以「授權管理廟宇」條件將灣仔洪聖廟交由東華三院管理。灣仔洪聖廟是提供每年驚蟄打小人活動的廟宇之一。

## 歷史

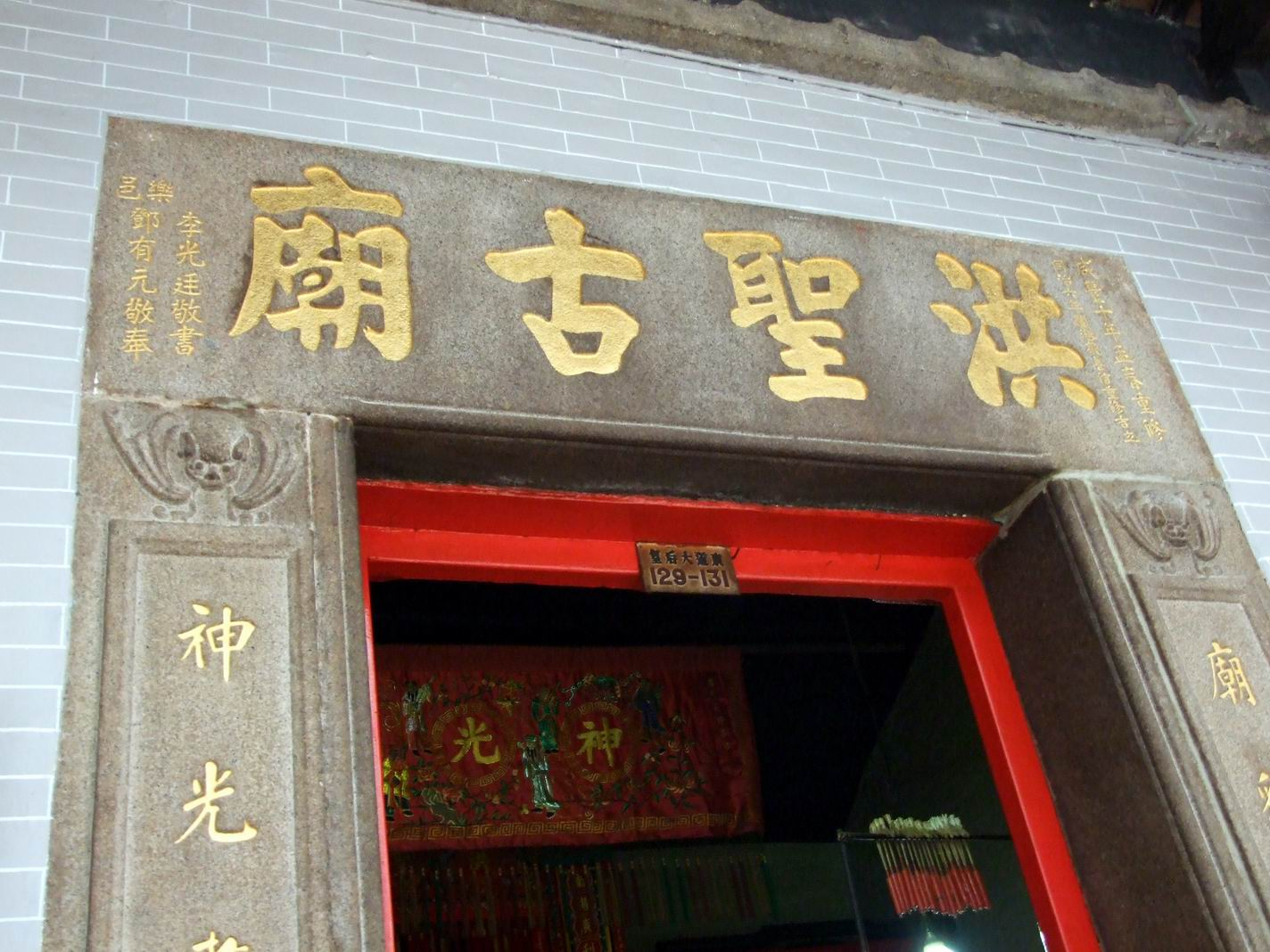
洪聖古廟石額見「咸豐十年孟春重修」

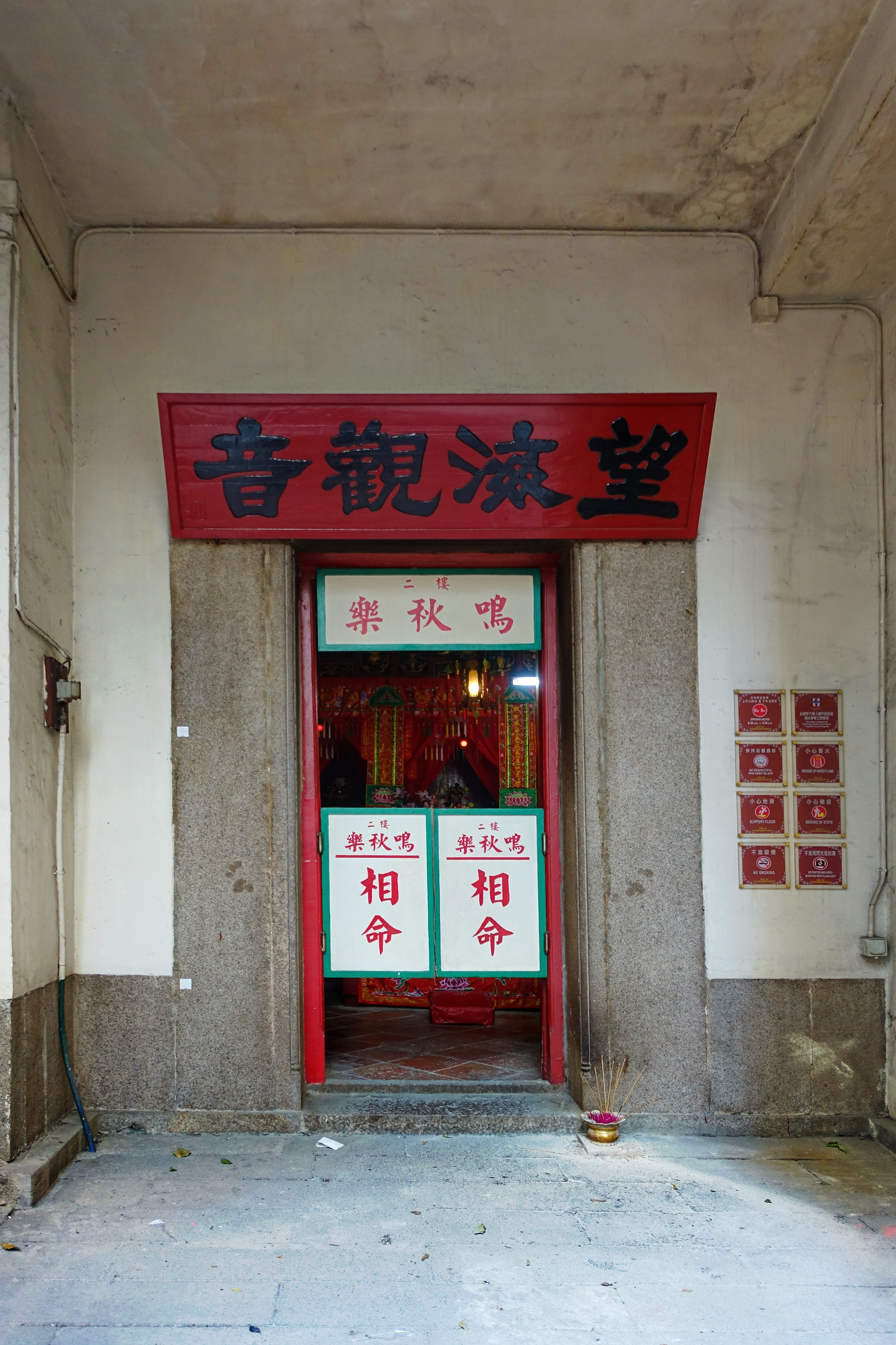
灣仔洪聖廟側的望海觀音廟

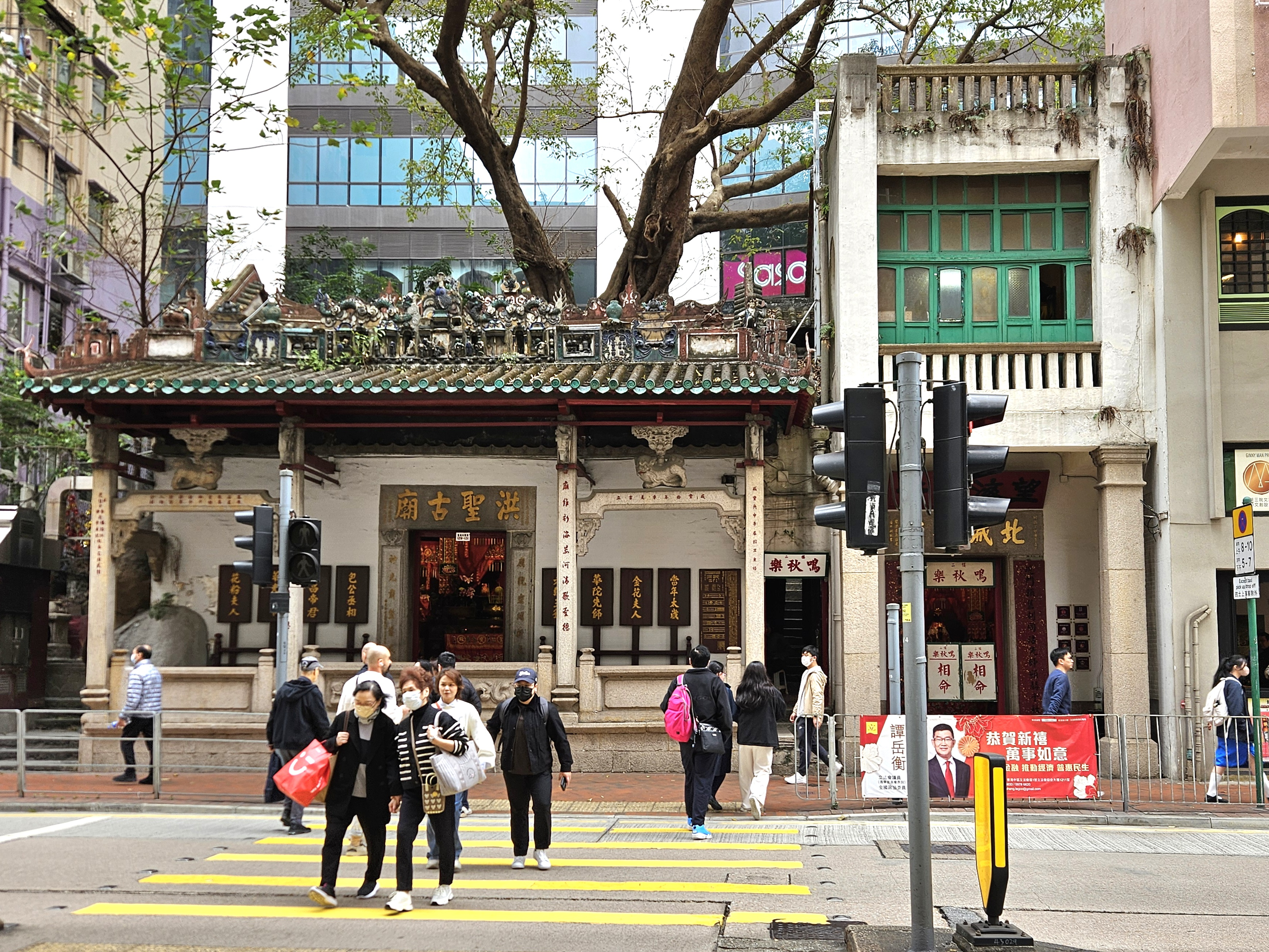
洪聖古廟、望海觀音廟

灣仔洪聖廟原為海濱岩石上的小神壇，由坊眾於1847年依山岩建築，清朝咸豐十年（1860年）擴建。廟宇原座落海邊，因灣仔海傍填海，現已位處內陸。該廟最近一次修葺是於1992年，並使1867年擴建的望海觀音廟內花崗石過樑重現本來面貌。
到2015年，灣仔洪聖廟暫時封閉，並進行3個月大型復修，於2015年9月26日舉行重修揭幕及開光典禮。東華三院稱，廟宇4月時有七成橫樑被蟲蛀，有倒塌危險，故為公眾安全遂封廟重修。是次重修耗資逾140萬元，更換了橫樑及部分屋頂瓦片，並翻新神像等。

## 結構
廟宇為三間設計，惟內無深進，只有一間廳堂，屋頂鋪有瓦塊，石柱上刻對廟聯：「古廟街新，海晏河清歌聖德；下環抒悃，民康物阜被天恩。」，廟內供奉多位神明，包括洪聖大王、太歲、包公丞相、華佗、文昌帝君、華光大帝，還有兩位女神：「金花夫人」和「花粉夫人」等。金花夫人，即「金花娘娘」，是保護母嬰的正神。而「花粉夫人」則是保佑女性青春貌美，吸引異性的民間俗神。廟側建有「望海觀音廟」，高兩層，內奉觀音、城隍及灶君老張王爺的神位。
灣仔洪聖廟依山岩而建，廟後石牆生有一棵細葉榕。

## 外部連結
- 東華三院：灣仔洪聖廟 （页面存档备份，存于）